# Prokula
Prokula lub Prokla, również Klaudia Prokula, Claudia Procula (I wiek) – postać biblijna, żona rzymskiego prefekta Judei, Poncjusza Piłata, święta prawosławna.

## Życiorys

### Żona Piłata w Biblii
Żona Piłata wspominana jest w Biblii wyłącznie w Ewangelii Mateusza (Mt 27,19) jednak bez podania jej imienia. Zgodnie z przekazem księgi, żona namiestnika Judei wiele wycierpiała podczas snu z powodu Jezusa. Sen głęboko poruszył kobietę, wysłała więc wiadomość do swego męża, ostrzegającą go przed wydaniem na niego wyroku skazującego. Piłat jednak umył ręce przed tłumem Żydów na znak, że nie jest on winien śmierci Chrystusa.

### Przekazy apokryficzne
Małżonka prefekta Judei jest wzmiankowana w wielu apokryfach, najczęściej poświęconych w znacznym stopniu Jezusowi i jego męczeńskiej śmierci. W utworach apokryficznych nosi ona imię Prokuli (Prokli), bądź Klaudii Prokuli.
W średniowiecznym utworze etiopskim Męczeństwo Piłata, po śmierci Chrystusa, Prokula i Piłat udali się do jego grobu, gdzie widząc cuda i znaki dokonane wobec nich, uwierzyli w Boga. Następnie Piłatowi ukazał się Jezus, który zapowiedział jego podwójne męczeństwo: najpierw miał zostać ukrzyżowany przez Żydów i jeszcze żywy zdjęty z krzyża, a następnie skazany na ścięcie głowy przez cesarza Tyberiusza. Prokula towarzyszyła mężowi w męce wraz z dwojgiem ich dzieci i zmarła tego samego dnia co jej mąż. Małżonkowie zostali pochowani w pobliżu grobu, w którym niegdyś leżał Jezus. O śmierci Piłata przez ścięcie głowy z rozkazu Tyberiusza wspomina również utwór Wydanie Piłata. Według tegoż źródła głowa Piłata została zabrana przez Anioła Pańskiego, a przepełniona radością Prokula natychmiast oddała ducha.
Według pochodzącej z V wieku Korespondencji Piłata i Heroda, Prokula, po zmartwychwstaniu Jezusa udała się wraz z setnikiem Longinem i żołnierzami na pola uprawne, na których nauczał Chrystus. Następnie Jezus odwiedził Piłata oraz jego małżonkę i pobłogosławił ich.

## Żona Piłata w religii i kulturze

### Kult
Prokula jest czczona jako święta w Greckim Kościele Prawosławnym i Etiopskim Kościele Ortodoksyjnym. Wspomnienie Świętej Prokuli w Greckim Kościele Prawosławnym przypada 27 października, zaś w Kościele Etiopskim jest wspominana wraz z mężem 25 czerwca według liturgii kalendarza juliańskiego, tj. odpowiednio 9 listopada i 8 lipca według kalendarza gregoriańskiego.

### Nawiązania w kulturze
Sen żony Piłata opisała Charlotte Brontë w wierszu Pilate’s Wife’s Dream, opublikowanym w 1846.